# Departamento de Picunches
Departamento de Picunches är en kommun i Argentina.   Den ligger i provinsen Neuquén, i den sydvästra delen av landet, 1 100 km väster om huvudstaden Buenos Aires.
Omgivningarna runt Departamento de Picunches är i huvudsak ett öppet busklandskap. Trakten runt Departamento de Picunches är nära nog obefolkad, med mindre än två invånare per kvadratkilometer.